# Felix Loch
Felix Loch (Sonneberg, 24 juli 1989) is een Duitse rodelaar. Hij werd in 2008 wereldkampioen in de individuele wedstrijd en is daarmee de jongste wereldkampioen in het rodelen. Een jaar later wist hij die titel met succes te verdedigen en in 2010 en 2014 won hij een olympisch gouden medaille.
Eerder werd hij bij wereldkampioenschappen voor junioren ook al meermaals wereldkampioen, zowel individueel als met de Duitse ploeg. Loch won bovendien de wereldbeker voor junioren in het seizoen 2005/06.
Loch maakte zijn debuut in de wereldbeker in het seizoen 2006/07. Toen hij in 2008 wereldkampioen werd, had hij nog nooit op het podium van een individuele wedstrijd in de wereldbeker gestaan. Dat lukte hem voor het eerst in het seizoen 2008/09 toen hij derde werd in de wedstrijd in Königssee. Hij stond dat seizoen bij de laatste zes wedstrijden op het podium, maar won niet. Hij verdedigde wel met succes zijn wereldtitel.
Zijn eerste individuele overwinning in de wereldbeker kwam er in het seizoen 2009/10. Bij de wedstrijden in Altenberg was hij de beste, voor Armin Zöggeler en Albert Demtsjenko. Hij eindigde derde in de eindstand van de wereldbeker. 
In 2010 nam Loch een eerste keer deel aan de Olympische winterspelen. Hij behaalde de olympische titel, voor zijn landgenoot David Möller. Hiermee werd hij de jongste olympisch kampioen rodelen ooit.
Zowel tijdens het seizoen 2011/12, 2012/13 als 2013/14 was Loch de beste in de eindstand van de wereldbeker. Hijwerd ook opnieuw wereldkampioen in 2012 en 2013.
Op de Olympische winterspelen 2014 prolongeerde Loch zijn olympische titel. Ook op de estafette won hij de gouden medaille, samen met zijn landgenoten Natalie Geisenberger, Tobias Wendl en Tobias Arlt.
Op de Olympische winterspelen 2018 leek het er lange tijd op dat Loch wederom zijn titel zou prolongeren.  Echter een grote fout waardoor hij zowel de rechter als daarna ook de linkerkant van de baan raakte, zorgde er voor dat hij op de 5e plaats eindigde en dat de Oostenrijker David Gleirscher er met het goud vandoor ging.

## Belangrijkste resultaten

### Wereldkampioenschappen junioren
| Jaar | Resultaat                     |
| ---- | ----------------------------- |
| 2006 | individueel · landenwedstrijd |
| 2007 | individueel · landenwedstrijd |
| 2008 | individueel                   |

### Wereldkampioenschappen
| Jaar | Plaats          | Resultaat                     |
| ---- | --------------- | ----------------------------- |
| 2007 | Igls            | 9de individueel               |
| 2008 | Oberhof         | individueel · landenwedstrijd |
| 2009 | Lake Placid     | individueel · landenwedstrijd |
| 2011 | Cesana Torinese | individueel                   |
| 2012 | Altenberg       | individueel · landenwedstrijd |
| 2013 | Whistler        | individueel · landenwedstrijd |

### Olympische Winterspelen
| Jaar | Plaats    | Resultaat               |
| ---- | --------- | ----------------------- |
| 2010 | Vancouver | individueel             |
| 2014 | Sotsji    | individueel · estafette |

### Wereldbeker

#### Eindstand wereldbeker
| Seizoen   | Plaats |
| --------- | ------ |
| 2006/2007 | 16e    |
| 2007/2008 | 6e     |
| 2008/2009 | 4e     |
| 2009/2010 | Brons  |
| 2010/2011 | Zilver |
| 2011/2012 | Goud   |
| 2012/2013 | Goud   |
| 2013/2014 | Goud   |

#### Individuele wereldbekeroverwinningen
| #   | Datum            | Plaats     |
| --- | ---------------- | ---------- |
| 1.  | 5 december 2009  | Altenberg  |
| 2.  | 28 november 2010 | Igls       |
| 3.  | 16 januari 2011  | Oberhof    |
| 4.  | 23 januari 2011  | Altenberg  |
| 5.  | 27 november 2011 | Igsl       |
| 6.  | 9 december 2011  | Canada     |
| 7.  | 6 januari 2012   | Königssee  |
| 8.  | 15 januari 2012  | Oberhof    |
| 9.  | 21 januari 2012  | Winterberg |
| 10. | 18 februari 2012 | Sigulda    |
| 11. | 24 november 2012 | Igls       |
| 12. | 8 december 2012  | Altenberg  |
| 13. | 12 januari 2013  | Oberhof    |
| 14. | 23 november 2013 | Igls       |
| 15. | 6 december 2013  | Whistler   |
| 16. | 4 januari 2014   | Königssee  |
| 17. | 11 januari 2014  | Oberhof    |
| 18. | 18 januari 2014  | Altenberg  |
| 19. | 30 november 2014 | Igls       |